# Purshivora pubescens
Purshivora pubescens är en insektsart som beskrevs av Crawford 1914. Purshivora pubescens ingår i släktet Purshivora och familjen rundbladloppor. Inga underarter finns listade i Catalogue of Life.